# Life for Life
Life for Life è un cortometraggio muto del 1913 diretto da Oscar Eagle.

## Produzione
Il film fu prodotto dalla Selig Polyscope Company.

## Distribuzione
Distribuito dalla General Film Company, il film - un cortometraggio in una bobina - uscì nelle sale cinematografiche statunitensi il 23 ottobre 1913.